# National Gallery of Modern Art

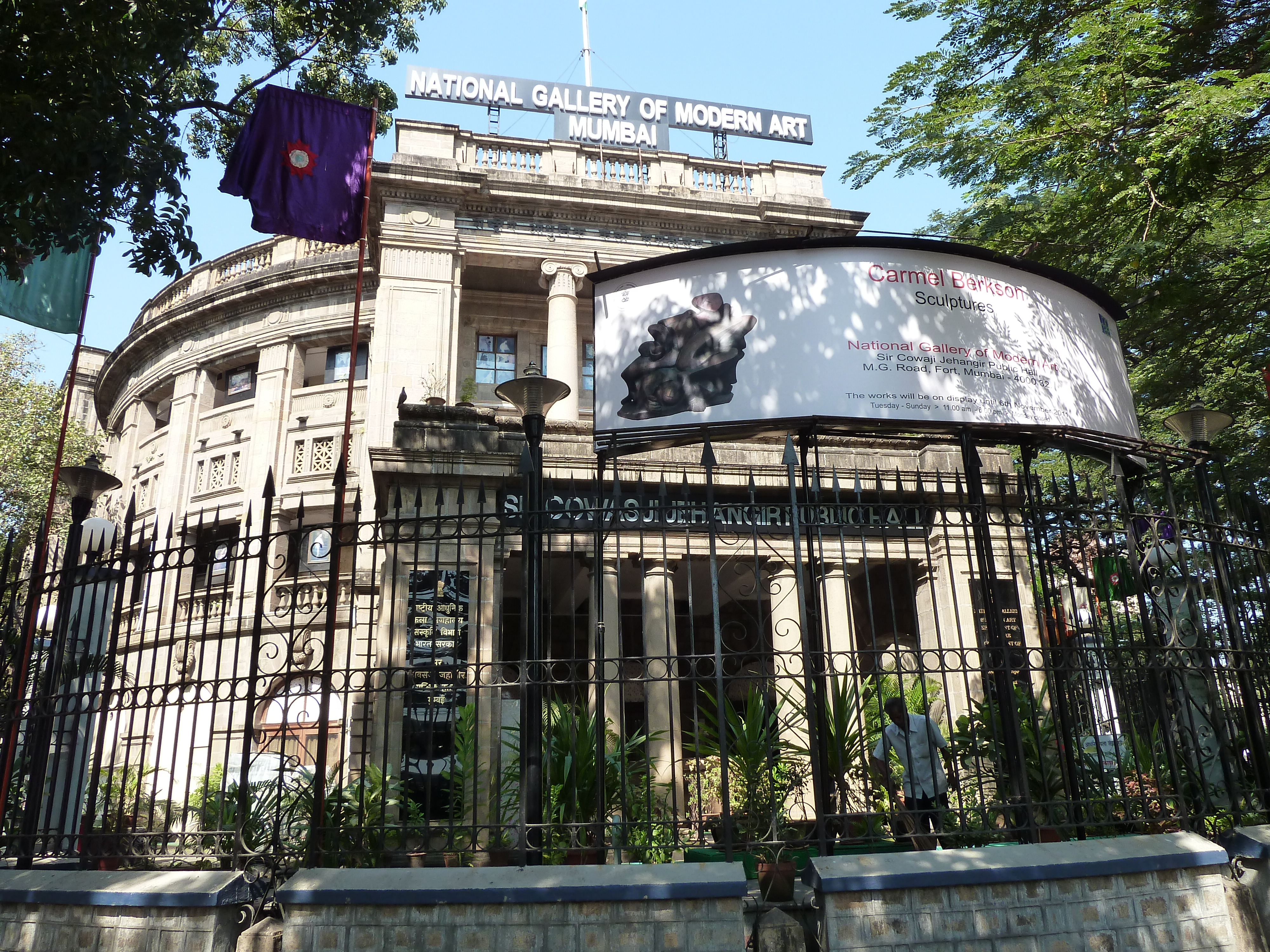
Außenstelle der National Gallery of Modern Art in Mumbai

Die National Gallery of Modern Art (NGMA) (deutsch Nationalgalerie der modernen Kunst) ist ein Kunstmuseum in Indien.
Das Museum in Delhi wurde am 29. März 1954 von der indischen Regierung gegründet. 1996 folgte ein Nebenstandort in Mumbai und 2006 ein weiterer in Bangalore. 

## Sammlung
Das Museum zeigt Skulpturen und Bilder vor allem indischer Kunstschaffender. Das Spektrum reicht von der traditionellen Miniaturenmalerei (ab dem 16. Jahrhundert) bis zu zeitgenössischer indischer Kunst. Über 14.000 Werke von indischen Künstlern wie Thomas Daniell, Prafulla Dahanukar, Raja Ravi Varma, Abanindranath Tagore, Rabindranath Tagore, Gaganendranath Tagore, Nandalal Bose, Jamini Roy, Amrita Sher-Gil, Dayanita Singh sowie internationaler Künstler werden im Museum ausgestellt.

## Delhi
Das Museum liegt am Boulevard Rajpath in Neu-Delhi in dem ehemals als Jaipur House bekannten Gebäude, welches einst Sitz des Maharajas von Jaipur war. Das Museum wurde 1954 eröffnet und 2009 um einen weiteren Flügel erweitert. Der erste Direktor der Galerie war der deutsche Kunsthistoriker Hermann Goetz (1898–1976).

## Mumbai
Die Zweigstelle Mumbai liegt im Stadtteil Colaba. Die Ausstellung wurde 1996 eröffnet und enthält neben Werken von Pablo Picasso eine Abteilung für ägyptische Kunst.

## Bangalore
Die Zweigstelle Bangalore befindet sich im Gebäude Manikyavelu an der Palace Road.  Eröffnet im Februar 2009, umfasst die Ausstellung rund 500 Werke aus verschiedenen Bereichen, darunter eine große Sammlung zeitgenössischer indischer Künstler sowie Fotografien, die die Entwicklung der modernen Kunst in Indien dokumentieren.